# Velsk
Velsk (russisk: Вельск, tr. Velsk) er en by i det vestlige Rusland, beliggende i Arkhangelsk oblast. Byen har 21.406 (2023) indbyggere.
Byen ligger ca. 545 km syd for oblastens hovedstad Arkhangelsk, ved udløbet af floderne vel i floden Vaga, en biflod til floden Nordlige Dvina. Den er hovedby i Velsk rajon.